# 도겐
도겐(道元)(쇼지 2년 1월 2일 (1200년 1월 19일) ~ 겐초 5년 8월 28일 (1253년 9월 22일))은 일본 가마쿠라 시대 초기의 선종 승려이다. 조동종을 중국에서 배우고 계승하여 일본에 돌아와 전파하였다. 노년에 접어들어 기겐(希玄)이라는 휘를 사용하였다. 조동종 승려들 사이에서는 고소(高祖) 라는 존칭으로 불렸다. 시호는 불성전등국사(仏性伝燈国師), 조요대사(承陽大師)이다. 일반적으로 도겐선사라고 불린다.